# Markaz aş Şaff
Markaz aş Şaff (arabiska: مركز الصف) är en region i Egypten.   Den ligger i guvernementet Giza, i den centrala delen av landet, 50 km söder om huvudstaden Kairo.